# Å
Å, å（带上圆圈的a）是瑞典语、芬兰语、丹麦语、挪威语、瓦隆语和伊斯特拉-罗马尼亚语（Istro-Romanian）的一个元音字母。其他使用这个字母的还有查莫罗语、格陵兰因纽特语、律勒欧-萨米语（Lule Sámi）、斯科特-萨米语（Skolt Sámi）和南萨米语。
- 在瑞典语中，这个字母排在字母表的第27位。
- 在芬兰语中，这个字母排在字母表的第27位。只用来书写瑞典语的人名或地名。
- 在丹麦语和挪威语中，这个字母排在字母表的第29位。
- 长度单位埃格斯特朗，纪念瑞典物理学家安德斯·埃格斯特朗（Anders Ångström），0.1纳米，10-10米。

## 北歐諸語
在北歐的語言裡，å這個字母通常用來表示兩個不同的聲音，一短一長。
- 短音（IPA：/ɔ/），跟美國英語中home 的元音，或英國英語中hall 的元音一樣。
- 長音（IPA：/ɔː/），跟bored 的元音一樣。

根據歷史比較語言學的理論，å的來源與長的/aː/音──例如：德語中Aachen 的Aa、Haar 的aa；斯堪的那維亞中hår 的å 或英語中hair 的air ──的來源都一樣。
在丹麦语和挪威语中，这个字母排在字母表的第29位。å分别在1917年和1948年引入挪威语和丹麦语，用来代替Aa 字母。
在挪威語、丹麥語及瑞典語裡，å本身就是一个名词，意为“河流，小溪”。而在挪威語中，å亦是一個介詞。例如：“å ta” = “to take”。

## 字符编码
| 字符编码 | Unicode | ISO 8859-1，4，9，10，13，14，15 |
| -------- | ------- | -------------------------------- |
| 大写Å    | U+00C5  | C5                               |
| 小写å    | U+00E5  | E5                               |

要在苹果电脑输入，按住功能键和Shift键的同时按一下A键；若要输入å则只需按住功能键同时按一下A键。